# Золотой берег (дендрологический парк)
«Золотой берег» — дендрологический парк местного значения на территории Акимовского района (Запорожская область, Украина).

## История
Парк был создан Решением Запорожского областного совета от 18.01.2006 года № 19.

## Описание
Парк создан с целью охраны, сохранения, возобновления и рационального использования ценных природных комплексов.
Занимает дендропарк Золотой берег — на территории Кирилловского поссовета в пгт Кирилловка на Федотовой косе на базе отдыха Золотой берег.